# Vachendorf
Vachendorf é um município da Alemanha, situado no distrito de Traunstein, no estado da Baviera. Tem 9,96 km² de área, e sua população em 2019 foi estimada em 1.812 habitantes.